# Earl Calloway
Earl Calloway (Atlanta, Georgia, 30. rujna 1983.) je naturalizirani bugarski profesionalni košarkaš rođen u Americi. Visok je 1,91m i težak 79 kg. Igra na poziciji razigravača, a trenutačno je član Afyona.

## Sveučilište
Na sveučilišu je igrao za momčad Indiane Hoosiersa gdje je proveo dvije sezone. U posljednjoj sezoni bilježio je 9.6 poena i 3.3 asista po susretu. 

## Karijera

### NBA Development League
Calloway je igrao u NBDL momčadi Fort Waynea gdje je bio prvi strijelac (19.0 poena), prvi asistent (5.8 asistencija, ukupno četvrti u ligi) i prvi "kradljivac" (2.1 ukradena lopta, ukupno šesti u ligi). Ovo mu je ujedno bila i prva sezona van sveučilišne košarke, a s obzirom na to da je bilježio i 5.1 skok po susretu, proglašen je na kraju sezone najkorisnijim igračem momčadi.
Tijekom ljeta Calloway je nastupao za Indiana Pacerse u Ljetnoj ligi 2008. godine i ostavio odličan dojam na trenera Jima O'Briena. Posebno dobro odigrao je prvu utakmicu u kojoj su Pacersi bili bolji od Oklahome, a Calloway je igrao odlično protiv četvrtog picka drafta Russella Westbrookea. 

### Europa
Nije se uspio probiti u momčadi Pacersa, pa odlazi u Europu, gdje potpisuje dvogodišnju suradnju sa zagrebačkom Cibonom. U svojoj prvoj sezoni zaigrao je 67 puta za Cibonu, u prosjeku po 26 minuta, a za to je vrijeme zabijao 11 poena te imao 3.1 asistencija, 2.8 skokova i 2.1 ukradene lopte. Nakon dolaska novog razigravača Jamonta Gordona u Cibonu, Calloway je dobio sporazumni raskid ugovora i postao slobodnim igračem. Dana 4. kolovoza 2009. godine potpisao je jednogodišnji ugovor sa španjolskom Cajasol Sevillom.

## Bugarska košarkaška reprezentacija
Calloway je 2010. godine dobio bugarsko državljanstvo te je nastupao za Bugarsku u kvalifikacijama za EuroBasket 2011. godine.

## Vanjske poveznice
- Profil na Euroleague.net
- Profil na NLB.com